# Epureni (gmina Epureni)
Epureni – wieś w Rumunii, w okręgu Vaslui, w gminie Epureni. W 2011 roku liczyła 915 mieszkańców.